# Bocconia arborea
Bocconia arborea es una especie arbórea de la familia de las papaveráceas. 

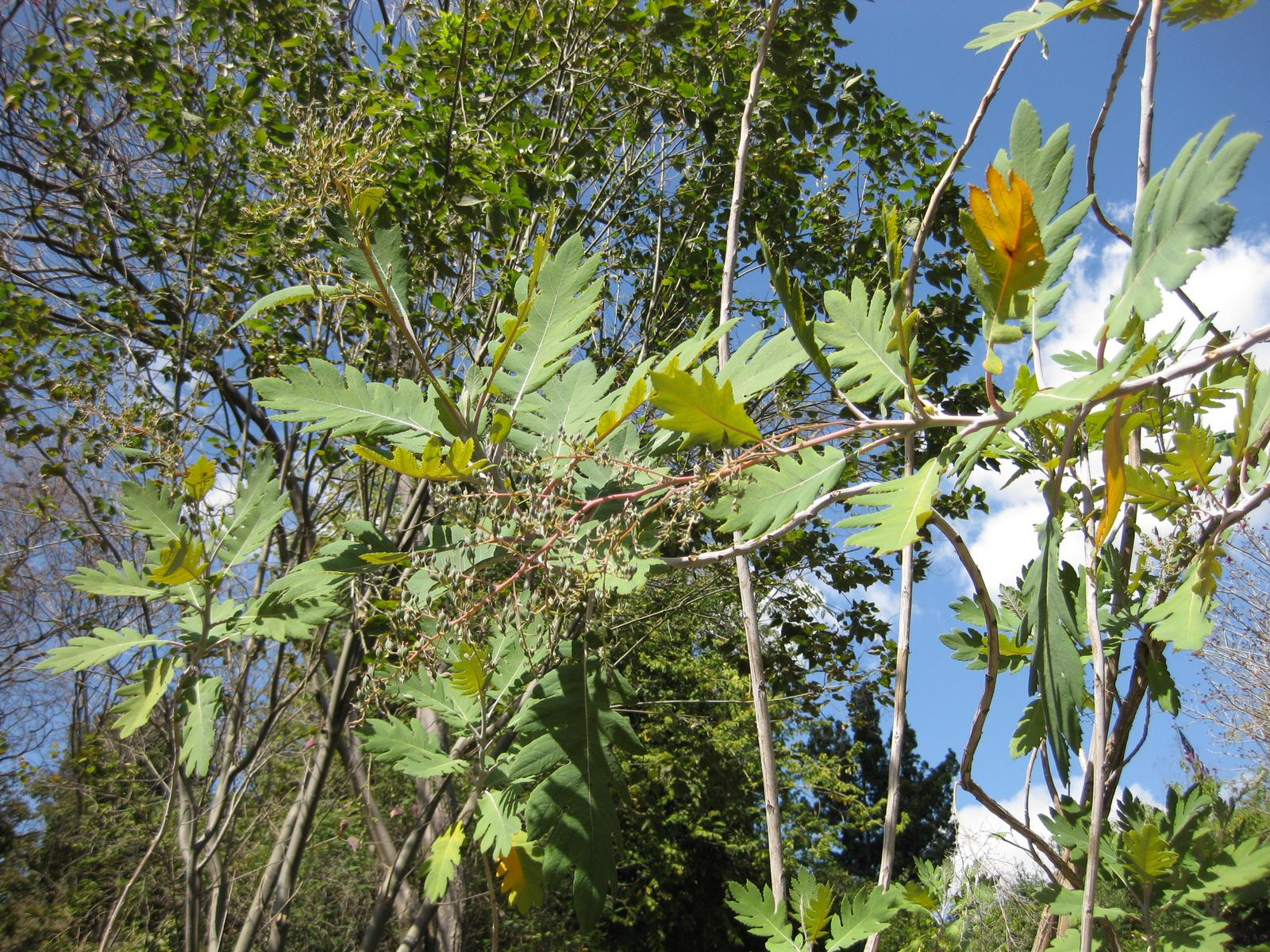
Detalle de las hojas

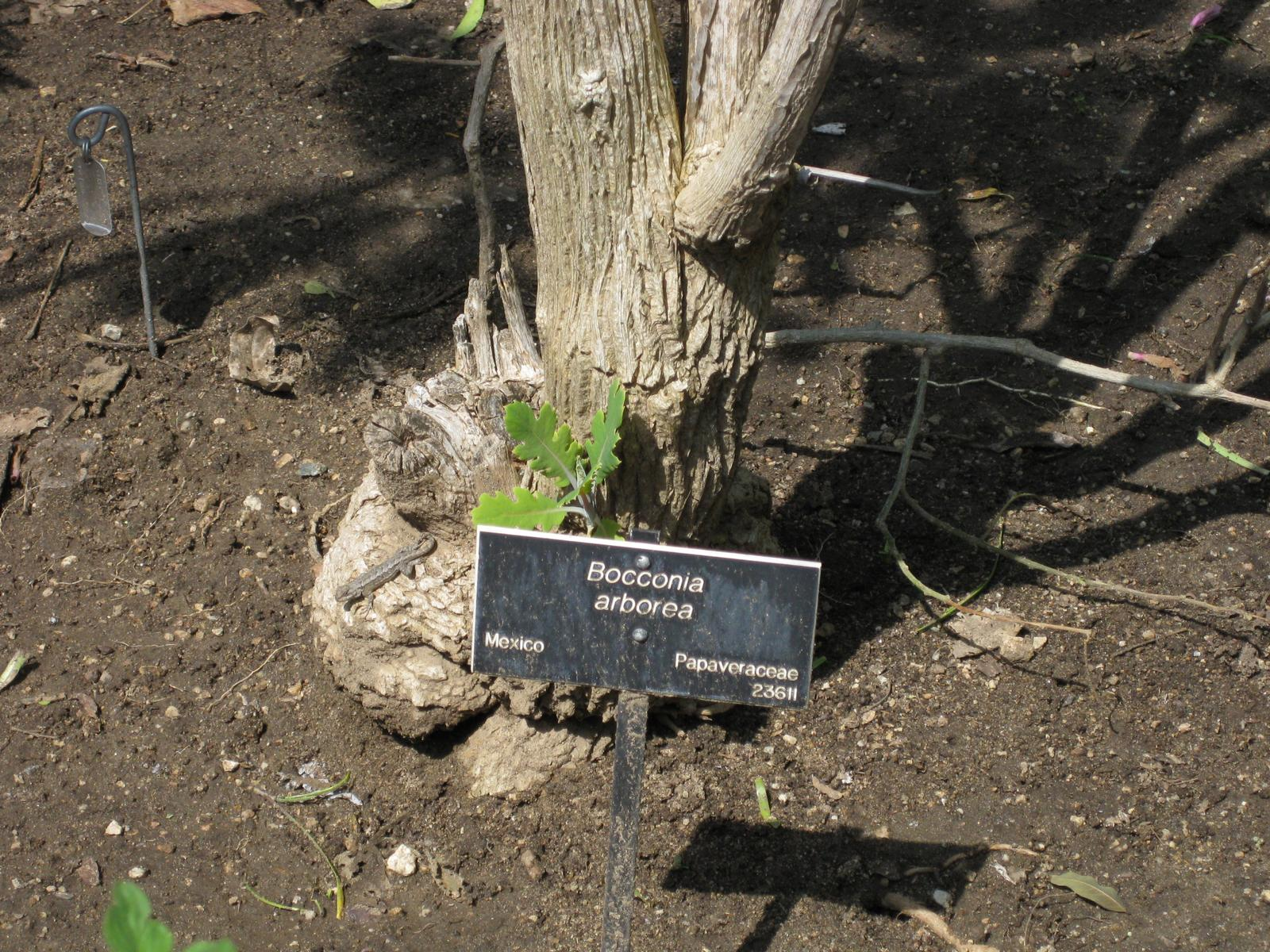
Tronco con brote

## Descripción
Es un árbol que alcanza un tamaño de  hasta 7 m de alto. Hojas generalmente de 15–25 cm de largo y 6–9 cm de ancho, profundamente incisas, lobos angostos y agudos a acuminados, haz glabra, envés pardusco- o grisáceo-tomentoso, pecíolo 2–3 cm de largo. Las inflorescencias en panículas de 20 (–30) cm de largo, pedicelos 5–10 mm de largo; sépalos 7–10 mm de largo. Cápsula 6–7 mm de largo, estípite basal 5–7 mm de largo, frecuentemente encorvada, estilo 3–4 mm de largo, persistente; semillas ca 6 mm de largo, café obscuras y lustrosas.

## Distribución y hábitat
Originaria de México a Nicaragua o tal vez Costa Rica. Habita en clima templado entre los 1800 y hasta los 2000 metros, asociada a cultivos de riego y de temporada.

## Propiedades
En Morelos, el uso popular que se le da a esta planta es para atender problemas de la piel, como verrugas. Para curarlos, se aplica la savia del tallo o del peciolo de la hoja, las veces que sea necesario, y sobre las verrugas se colocan las hojas molidas, amarrando con un trapo para que no se recorran. Por otra parte, el cocimiento de las hojas administrado por vía oral, se emplea en casos de bilis, anemia y dolores de cintura. En Michoacán, se utiliza la infusión de la corteza junto con hojas de eucalipto, tomada como agua de uso para el tratamiento de la diabetes.
Historia
En el siglo XVI, Martín de la Cruz la señala útil para la gastritis. El Códice Florentino, la menciona para: las paperas e inflamaciones de la garganta. Añade, es útil contra la fiebre, para purificar la garganta y el pecho. En el mismo siglo, Francisco Hernández relata: el jugo untado cura la sarna.
A finales del siglo XIX, la Sociedad Mexicana de Historia Natural la cita como: anestésico, anestésico local, antitérmico, humores espesos y crudos, tetanizante, tóxico y analgésico.
En el siglo XX, el Instituto Médico Nacional la indica como: anestésico local. Posteriormente, Maximino Martínez reporta los usos siguientes: abscesos, anestésico, antiparasitario, antitumoral, atrofia mesentérica, catártico, detersivo, heridas, hidropesía, ictericia, llagas, úlceras de mal carácter, verrugas, vulnerario y analgésico. Finalmente, la Sociedad Farmacéutica de México la refiere como: anestésico local.
Química
Sólo se ha detectado la presencia de alcaloides en tallos con hojas y frutos, y en la corteza del tallo de B. arborea.
La corteza se caracteriza por la presencia de una mezcla de alcaloides llamada boconina, formada por boconietrina, boconiclorina, boconiyodina, boconixantina, cheleritrina, alocritapina y protapina.

## Taxonomía
Bocconia arborea fue descrita por Sereno Watson y publicado en Proceedings of the American Academy of Arts and Sciences 25: 141–142. 1890.
Etimología
Ver: Bocconia
arborea: epíteto latino que significa "como un árbol".

## Nombres comunes
- LLorasangre, palo amarillo, chicacote, chicalote, chicalote de árbol, mano de león, palo del diablo, palo llora sangre.
- En guerrero se conoce como Sangre de Toro